# Juan Antonio Samaranch Jr.
Juan Antonio Samaranch Salisachs (Madri, 1 de novembro de 1959 - ) é um engenheiro espanhol.
Filho do ex-presidente do Comitê Olímpico Internacional, Juan Antonio Samaranch, entrou no COI em 2001, e a partir daí ingressou em vários grupos internos, como a coordenadoria dos XX Jogos Olímpicos de Inverno em Turim, 2006. Foi membro do grupo de coordenação da candidatura de Madri aos Jogos Olímpicos de Verão de 2016.